# Marc Williams (Musiker)
Marc Williams war ein US-amerikanischer Old-Time-Musiker. Williams‘ Repertoire bestand vor allem aus Balladen und Cowboy-Songs.

## Leben
Marc Williams ist einer der unbekanntesten Old-Time-Musiker, die es wohl gibt. Obwohl er für Brunswick Records in acht Jahren eine ganze Reihe an Platten aufnahm, ist er heute so gut wie vergessen. Laut einem Artikel aus den 1930er Jahren arbeitete Williams vor seiner Gesangskarriere als Cowboy zwischen Texas und Montana.
Williams stammte möglicherweise aus Texas und lebte Anfang der 1930er Jahre in Dallas. Er selbst nannte sich auch „The Cowboy Crooner“ oder „The Singing Texan“. Sein Gesangsstil reichte jedoch weit mehr, entgegen der Bezeichnung Crooner, an Vernon Dalharts Gesangsweise heran. Williams begann seine Karriere als Schallplattenkünstler am 22. März 1928, als er für Brunswick in Chicago seine ersten drei Titel einspielte. Einen Tag danach wurden weitere Songs eingespielt, darunter When the Work’s All Done This Fall und Bad Companions, zwei Stücke von Cowboy-Sänger Carl T. Sprague. Williams erste Single erschien mit Sioux Indians / Willie the Weeper.
Die nächsten acht Jahre wurden weitere Songs aufgenommen, überwiegend Cowboy-Songs wie The Cowboy’s Dream, Old Chisholm Trail oder Cowboy Jack. Zumeist begleitete er sich selbst zeittypisch auf der Gitarre oder wurde von Ukulele und Fiddle begleitet. Erwähnenswert ist auch The Little Old Sod Shanty on My Claim, aufgenommen ungefähr 1933 in Dallas. Eingetragen als Traditional, hat das Stück die gleiche Melodie wie The Little Old Log Cabin in the Lane, das in seiner bekanntesten Version von Fiddlin’ John Carson stammt, aber einen anderen Text.
Was mit Marc Williams danach geschah, ist nicht bekannt. In den 1930er Jahren wurden seine Songs von Decca Records erneut veröffentlicht, und Williams trat als „Happy Hank“ in einer Kindersendung auf WHO in Des Moines, Iowa, auf. 2004 veröffentlichte das Jasmine-Label eine CD mit Williams’ gesammelten Werken unter dem Titel The Forgotten Singing Cowboy.

## Diskografie
| Jahr                    | Titel | #         | Anmerkungen |
| ----------------------- | --- | --------- | ----------- |
| Brunswick Records       | |           |             |
| 1928                    | Sioux Indians / Willie the Weeper | 240       |             |
|                         | The Cowboy’s Dream / When the Work’s All Done This Fall                                                                                       | 244       |             |
|                         | Jesse James / Little Joe, the Wranglers | 269       |             |
|                         | William and Marry / Bad Companions | 274       |             |
|                         | Sam Bass / Utah Carroll | 304       |             |
|                         | The Cowboy’s Last Wish / Sing Poor Devil Sing                                                                                                 | 377       |             |
|                         | Crepe on the Cabin Door / Cowboy Jack | 430       |             |
|                         | Dying Ranger / Night Herding Song | 497       |             |
|                         | Cole Younger / Curley Joe | 544       |             |
|                         | The Boys in Blue / Little Old Sod Shanty on My Claim                                                                                          | 564       |             |
| Unveröffentlichte Titel | |           |             |
| 1928                    | - Sam Bass (alt. Version) - Utah Carroll (alt. Version) - Bad Companions (alt. Version) - William and Marry (Love in Disguise) (alt. Version) | Brunswick |             |